# Txukali-na-Nue
Txukali-na-Nue (en rus: Чукалы-на-Нуе) és un poble de la República de Mordòvia, a Rússia, segons el cens del 2010 tenia 50 habitants, pertany al municipi de Kozlovka.